# تغییر وضعیت
"تغییر وضعیت" (به انگلیسی: Turning Tables) یک ترانه از هنرمند بریتانیایی ادل از دومین آلبوم استودیوی وی ۲۱ (۲۰۱۱) است.